# راسب متخلف

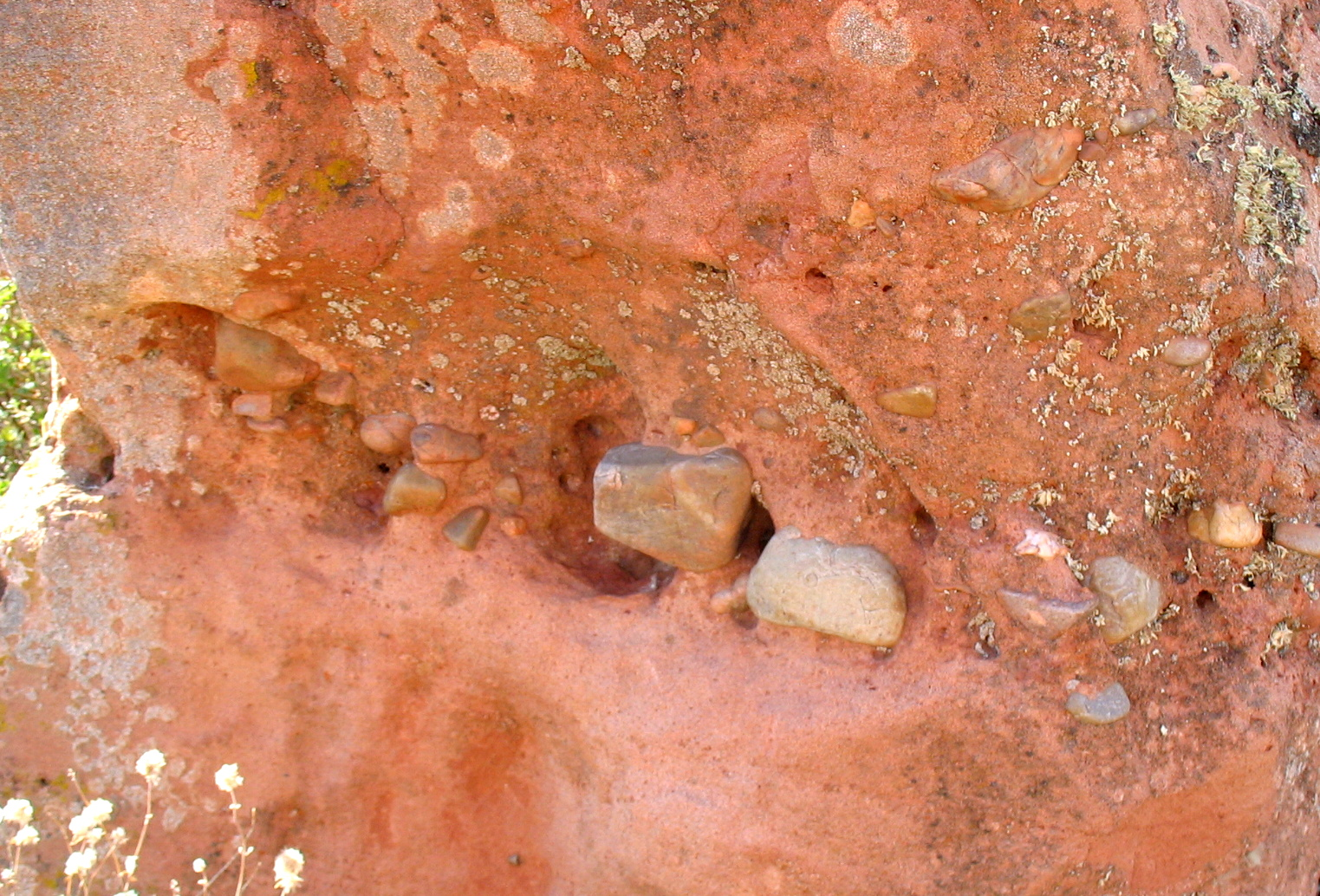

الراسب المتخلف (بالإنجليزية: Lag deposit)‏ هو ترسب المواد المغربلة بعمل فيزيائي . يمكن للعوامل الريحية، والعمليات النهرية، وعمليات المد والجزر أن تزيل الجزء الأكثر دقة من الرواسب الرسوبية تاركة مادة خشنة خلفها.
تم العثور على الرواسب المتخلفة في عمليات تشكيل الجزر الوسطية في الجداول والأنهار. إحدى نظريات تكوين الرصيف الصحراوي تستند على الرواسب المتخلفة. يمكن أن تتكون الشواطئ المدرعة والمداخل المدرعة جزئيًا من رواسب متخلفة من الأصداف أو الحصى والتي نشأت عندما جردتها قوى المد والجزر من الرمال الدقيقة والطمي.